# أمينة خولاني
أمينة خولاني هي ناجية سورية من سجون الأسد نفت في مانشستر بالمملكة المتحدة عام 2014. ومنذ ذلك الحين قامت بحملة من أجل سجناء آخرين وساعدت في إعالة أسرهم. وقد اختيرت كامرأة شجاعة دولية في آذار/مارس 2020.